# Back to Black (песма)
„Back to Black“ је песма енглеске кантауторке Ејми Вајнхаус. Издата је 30. априла 2007, као трећи сингл са албума „Back to Black“.